# Wharton (Herefordshire)
Wharton is een plaatsje ten westen van de A49 tussen Hereford en Leominster in het Engelse graafschap Herefordshire. Wharton komt in het Domesday Book (1086) voor als 'Wavertune'.